# Temple mormon de Londres
Le Temple des saints des derniers jours de Londres Angleterre  (couramment nommé Temple de Londres) est le 12e temple en fonction de l'Église de Jésus-Christ des saints des derniers jours. Il est situé à Newchapel, Surrey, Angleterre.

## Histoire
La construction du temple débuta le 27 août 1955 et le temple a été dédicacé le 7 septembre 1958. Environ 76 000 personnes ont visité le temple avant sa dédicace. C'était le premier temple mormon construit au Royaume-Uni. Sa construction a été le départ d'une importante croissance du nombre de temple conduite par David O. McKay, qui en fit la dédicace.
Après vingt-deux ans de fonctionnement, le Temple a été fermé pour rénovation et remise en état. Un quatrième niveau de 790 m2 fut ajouté. En octobre 1992, le Président Gordon B. Hinckley a redédicacé le Temple de Londres Angleterre après deux semaines de portes ouvertes au public. Un second temple britannique a été construit en 1998 à Preston, dans le Lancashire.
Une statue de l'ange Moroni a été placée au sommet de la flèche après la célébration du Jubilé. Furent incluses dans le projet du Jubilé la restauration de la 'Manor House' et du centre de visiteurs, l'adjonction de nouveaux bureaux de la mission et la rénovation du centre d'hébergement des travailleurs du temple.

## Description
Le Temple de Londres Angleterre a une surface totale de 3 973 m2, quatre salles d'ordonnances et sept salles de scellement.
Il est recouvert de calcaire blanc de Portland et surmonté d'une flèche de cuivre vert. Comme les autres temples mormons, l'entrée n'est accessible qu'aux personnes détenant une recommandation.

## Galerie d'images

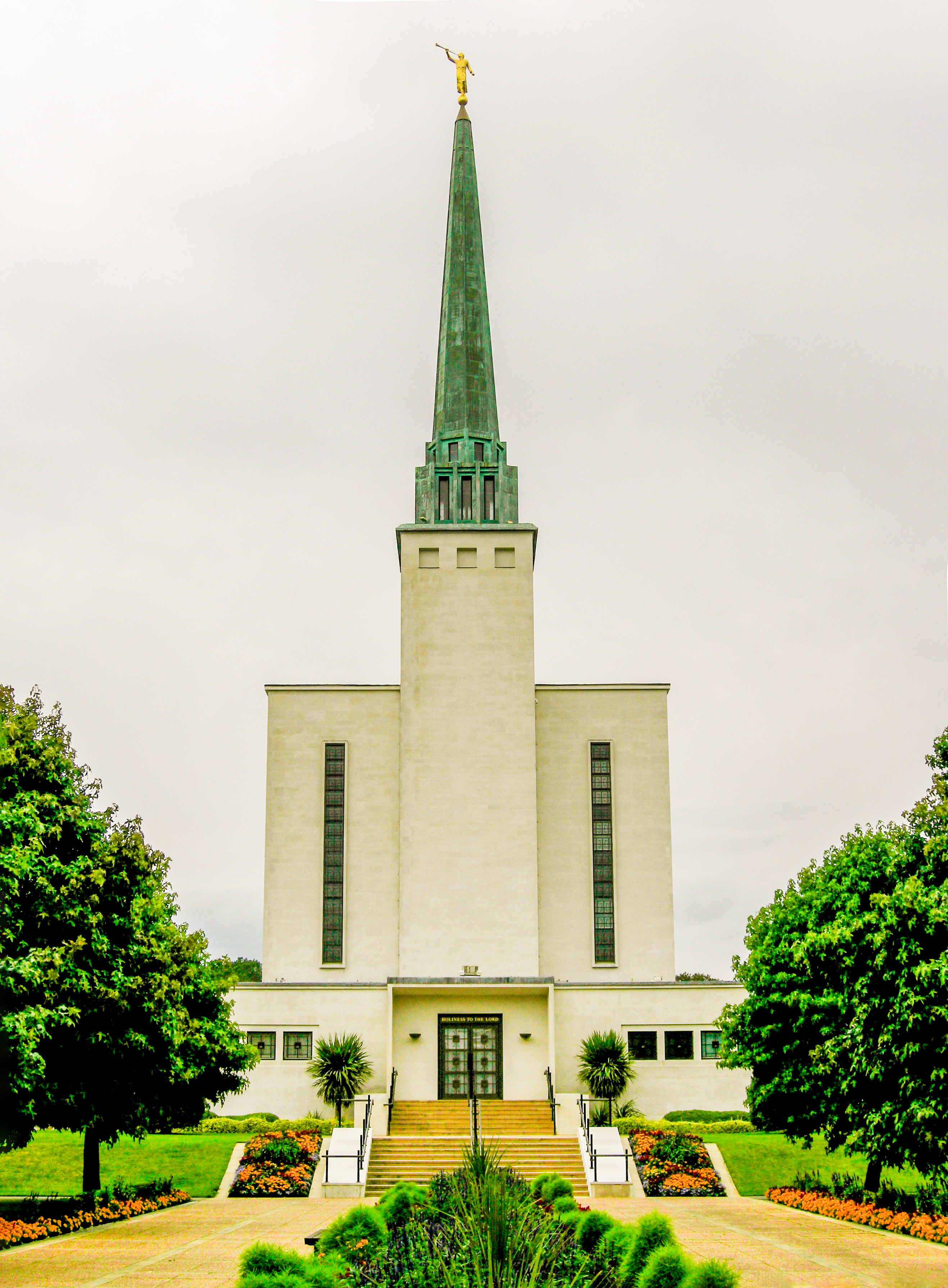
Entrée du Temple de Londres
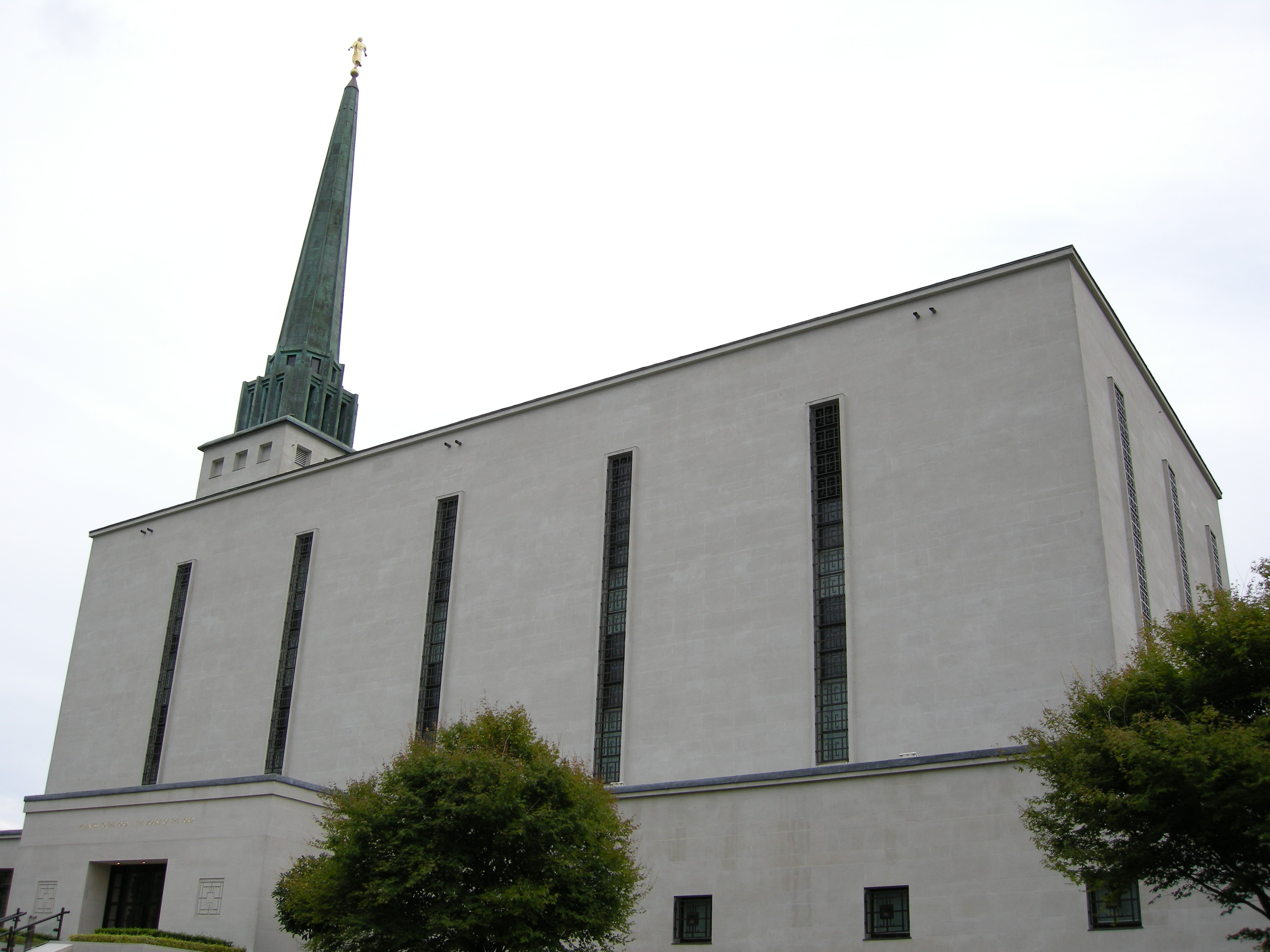
Côté du Temple
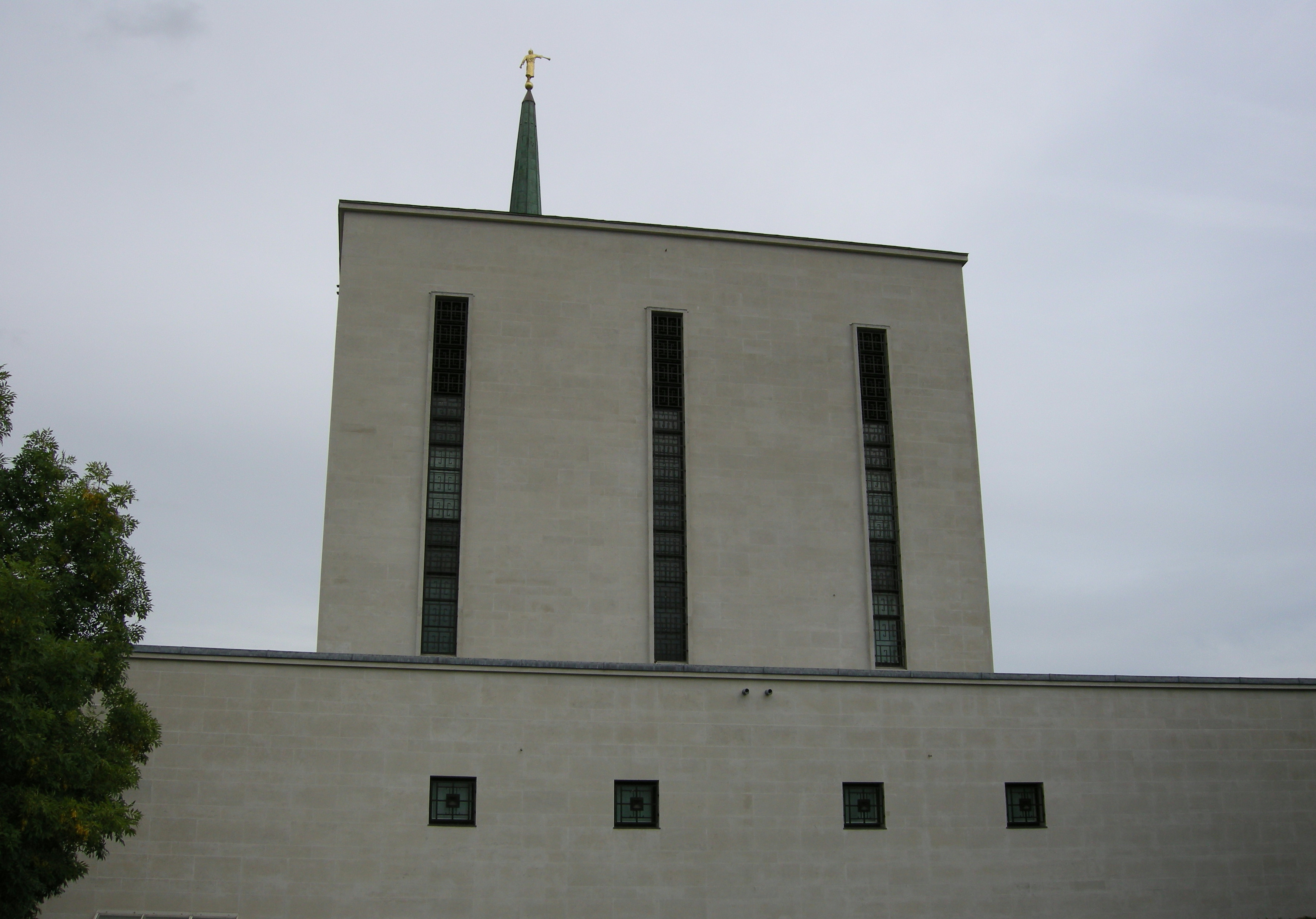
Arrière du Temple
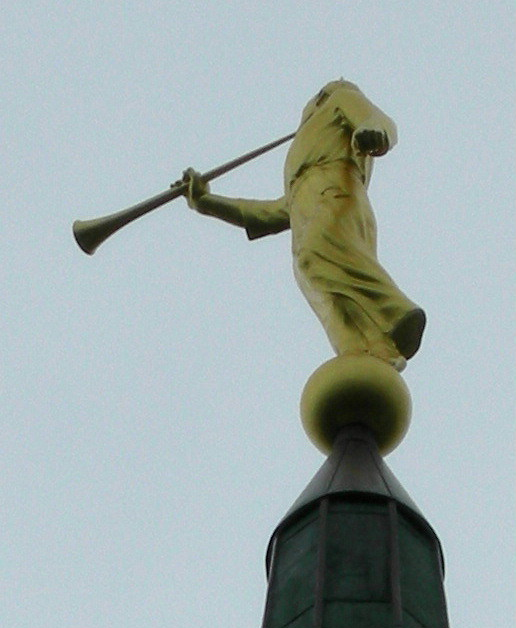
Statue de l'ange Moroni